# Bąkowice (Ukraina)
Bąkowice (ukr. Буньковичі) – wieś w rejonie samborskim (wcześniej w rejonie starosamborskim) obwodu lwowskiego Ukrainy, nad Strwiążem. Liczy około 566 mieszkańców. Podlega suszyckiej silskiej radzie.
Wieś Herburtów w połowie XVI wieku, położona w ziemi przemyskiej. Wieś, położona w powiecie przemyskim, była własnością Jerzego Wandalina Mniszcha, jej posesorem był Stanisław Ciepliński, została spustoszona w czasie najazdu tatarskiego w 1672 roku. W 1823 r. liczyła 195 mieszkańców. W II połowie XIX wieku Bąkowice stanowiły majątek Franciszka Topolnickiego, zakupiony później przez oo. Jezuitów. W 1886 został tam otwarty Zakład Naukowo-Wychowawczy Ojców Jezuitów.
Za II RP siedziba gminy Bąkowice w powiecie starosamborskim.